# Eupetochira axysta
Eupetochira axysta är en fjärilsart som beskrevs av Edward Meyrick 1927. Eupetochira axysta ingår i släktet Eupetochira och familjen plattmalar. Inga underarter finns listade i Catalogue of Life.